# Weichafe
Ein Weichafe ist ein Mapuche-Krieger. In den Mapuche-Geminschaften Lumaco und Traiguén spielen die Weichafe eine wichtige Rolle in der religiösen Zeremonie nguillatun, indem sie rituell den Weichan, also den Kampf der Winde vor der Ernte darstellen. Die Rolle des Weichafes wird mit den Attributen Stärke und Strenge in Verbindung gebracht. Der Jesuitenmissionar Diego de Rosales aus dem 17. Jahrhundert beschrieb Weichafes als robust, beweglich und widerstandsfähig.